# تيم دي كلير
تيم دي كلير (Tim de Cler) ، من مواليد 8 نوفمبر 1978 في لييدن في هولندا، لاعب كرة قدم هولندي.
يلعب مع نادي فيينورد روتردام منذ عام 2007.
بدأ باللعب مع منتخب هولندا لكرة القدم في عام 2005.

## مسيرته الكروية
لعب تيم دي كلير خلال مسيرته الاحترافية مع 4 أندية في ستة عشر موسمًا وسجل خلالها 7 أهداف ضمن 365 مباراة. حيث فاز في أربعة مواسم بالكأس وفي موسمين بالدوري.
خاض تيم دي كلير مسيرته مع نادي أياكس أمستردام في موسم 1997–98 ليلعب معه خمسة مواسم، مشاركًا في 75 مباراة سجل خلالها هدفين. ثم انتقل إلى نادي إي زد ألكمار في موسم 2002–03 ليلعب معه خمسة مواسم، حيث شارك في 157 مباراة سجل خلالها 4 أهداف. لينتقل بعدها إلى نادي فاينورد في موسم 2007–08 ليلعب معه أربعة مواسم، مشاركًا في 87 مباراة سجل خلالها هدفًا واحدًا. ثم انتقل إلى نادي أيك لارنكا في موسم 2011–12 ولمدة موسمين، مشاركًا في 46 مباراة ولم يسجل أي هدف.

## روابط خارجية
- تيم دي كلير على موقع الاتحاد الدولي (مؤرشف)  (الإنجليزية)
- تيم دي كلير على موقع الاتحاد الأوربي (الإنجليزية)
- تيم دي كلير على موقع قاعدة بيانات كرة القدم.إي يو (الإنجليزية)
- تيم دي كلير على موقع ناشيونال فوتبول تيمز (الإنجليزية)
- تيم دي كلير على موقع Soccerway.com (الإنجليزية)
- تيم دي كلير على موقع عالم كرة القدم.نت (الإنجليزية)
- تيم دي كلير على موقع كووورة